# ロビー・エックス
ロバート・ベル（Robert Bell, 1995年1月6日 - ）は、イングランドのリンカンシャー州リンカン出身のプロレスラー。現在はロビー・エックス（Robbie X）のリングネームで活動。

## 経歴

### 新日本プロレス
2022年10月2日、新日本プロレスの興行「Royal Quest II」に登場。タッグマッチでマイケル・オクと組み、鈴木軍のDOUKI、エル・デスペラードに敗れた。
2023年10月4日の「Royal Quest III」ではシングルマッチで石森太二に敗れた。
2024年10月20日の「Royal Quest IV」でBULLET CLUBへ加入。また、石森太二とのタッグでSUPER Jr. TAG LEAGUEへ出場することも発表された。
2025年5月から開催されるBEST OF THE SUPER Jr.に、退団するBUSHIの代替選手として出場することになった。